# Цар-Асен (Силістринська область)
Цар-Асе́н (болг. Цар Асен) — село в Силістринській області Болгарії. Входить до складу общини Алфатар.

## Населення
За даними перепису населення 2011 року у селі проживали 95 осіб.
Національний склад населення села:
| Національність   | Кількість осіб | Відсоток |
| ---------------- | -------------- | -------- |
| болгари          | 82             | 86,3%    |
| турки            | 10             | 10,5%    |
| Всього відповіли | 95             |          |

Розподіл населення за віком у 2011 році:
Динаміка населення: